# Northfield (Illinois)
Northfield ist ein Village im Cook County im Nordosten des US-amerikanischen Bundesstaates Illinois in der Metropolregion Chicago. Das U.S. Census Bureau hat bei der Volkszählung 2020 eine Einwohnerzahl von 5.751 ermittelt.

## Geographie
Northfield liegt auf 42°05'59" nördlicher Breite und 87°46'51" westlicher Länge. Seine Fläche besteht ausschließlich aus Landfläche und erstreckt sich über 7,7 km².
Northfield liegt im Nordosten von Illinois 5,5 km westlich des Michigansees im Norden des Großraums Chicago. 
Durch Northfield führt die in Nord-Süd-Richtung verlaufende Illinois State Route 43. Am Westrand des Ortes führt parallel dazu die Autobahn Interstate 94 und die hier deckungsgleich verlaufende Fernstraße U.S. Highway 41, die die schnellste Verbindung zwischen Chicago und Milwaukee, der größten Stadt von Wisconsin, bilden. 
Northfield liegt 34,6 km nördlich von Chicago. Über die 51,7 km entfernte Grenze nach Wisconsin sind es 115 km in nördlicher Richtung nach Milwaukee.

## Niederlassungen von Unternehmen
- Die Konzernzentrale der Kraft Foods Group, ehemals Kraft Foods, liegt in Northfield (die Zentrale der abgespaltenen Neugründung Mondelēz International liegt dagegen in Deerfield, Ill.).
- Die Stepan Company, ein Chemieunternehmen, hat ihren Firmensitz ebenfalls in Northfield.

## Demografische Daten
Bei der Volkszählung im Jahre 2020 wurde eine Einwohnerzahl von 5751 ermittelt. Diese verteilten sich auf 2348 Haushaltemit im Durchschnitt 2,4 Personen pro Haushalt. Die Bevölkerungsdichte lag bei 1759 Personen/square mile. 
Die Bevölkerung bestand im Jahre 2020 aus 85 % Weißen, 9 % Asiaten und 2 %  Hispanics. 3 % gaben an, von mindestens zwei dieser Gruppen abzustammen. 1% gehörten zu anderen Ethnien.
22 % waren unter 18 Jahren, 53 % zwischen 18 und 64 Jahren und 26 % 65 und älter. Das durchschnittliche Alter lag bei 59,5 Jahren. 54% der Bevölkerung war weiblich.
Das durchschnittliche Einkommen pro Haushalt betrug $180.492. Das Pro-Kopf-Einkommen belief sich auf $116.824. 5,2 % der Gesamtbevölkerung lagen mit ihrem Einkommen unter der Armutsgrenze.